# المقارية
المقارية هي بلدية في ولاية الجزائر التابعة لدائرة حسين داي، في أبريل عام 2008 بلغ عدد سكانها 31453 نسمة. تقع في وسط شمال البلاد بجوار ساحل البحر الأبيض المتوسط والعاصمة. تقع فيها كلية العلوم الإسلامية في الجزائر وهي أول مؤسسة علمية أكاديمية تم تأسيسها في عهد الاستقلال.

## أعلام
- سفيان بن دبكة ( رياضي وصانع ألعاب نصر حسين داي )،
- رشيد فارس ( ممثل جزائري).

## مواضيع ذات صلة
- تاريخ ولاية الجزائر
- بلديات ولاية الجزائر
- دوائر ولاية الجزائر